# Selección femenina de fútbol de Euskadi
La Selección femenina de fútbol de Euskadi (oficialmente, en vasco: Euskal Herriko emakumezkoen futbol selekzioa) es considerada el equipo representativo de la región histórica del País Vasco.
Es controlada por la Federación Vasca de Fútbol (en euskera: Euskadiko Futbol Federakundea, EFF). No está afiliada a la FIFA o la UEFA y solo puede jugar en encuentros de carácter amistoso.

## Encuentros
| 2 de septiembre de 2006 | Euskadi                    | 2:4 | Argentina                                     | Stadium Gal, Irún      |                        |
|                         | - del Ama 33' - Azagra 45' |     | - 20', 85' Gómez - 66' Ferretti - 70' Potassa | Árbitro(s): Pérez Lasa | Árbitro(s): Pérez Lasa |

| 6 de abril de 2007 | Argentina                                              | 4:2 | Euskadi                        | Estadio Juan Pasquale, Buenos Aires, Argentina |  |
|                    | - Potassa 12' - Ojeda 17' - Coronel 60' - Vallejos 85' |     | - 63' Rodríguez - 75' Ferreira |                                                |  |

| 21 de junio de 2008 | Euskadi                     | 2:1 | Chile sub-20  | Stadium Gal, Irún           |                             |
|                     | - Nekane 63' - Iturregi 85' |     | - 11' Quezada | Árbitro(s): Bikandi Garrido | Árbitro(s): Bikandi Garrido |

| 23 de junio de 2012 | Euskadi     | 1:0 | Eslovaquia | Anoeta, San Sebastián          |                                |
|                     | - Orueta 8' |     |            | Asistencia: 7,000 espectadores | Asistencia: 7,000 espectadores |

| 10 de mayo de 2014 | Euskadi              | 2:0 | Irlanda | Garmendipe, Azpeitia |  |
|                    | - Beristain 13', 39' |     |         |                      |  |

| Trofeo del centenario; 27 de diciembre de 2014 | Euskadi            | 1:1     | Cataluña    | Lasesarre, Baracaldo |  |
|                                                | - Díaz Cirauqi 18' | Reporte | - 6' García |                      |  |

| 23 de mayo de 2015 | Estonia | 0:5 | Euskadi                                          | A. Le Coq Arena, Tallin |  |
|                    |         |     | - 2'. 6' Arraiza - 11' Nekane - 35', 71' Encinas |                         |  |

| Trofeo del centenario; 26 de diciembre de 2015 | Cataluña                                            | 1:1 (3:4 p.)               | Euskadi                              | Mini Estadi, Barcelona                                   |                                                          |
|                                                | - Corredera 90+1'                                   | Reporte                    | - 75' Beristain                      | Asistencia: 4,106 espectadores Árbitro(s): Rebollo López | Asistencia: 4,106 espectadores Árbitro(s): Rebollo López |
|                                                |                                                     | Tiros desde el punto penal |                                      |                                                          |                                                          |
|                                                | - Serna - Putellas - Mendoza - Corredera - Carreras |                            | - Beristain - Lareo - Corres - Baños |                                                          |                                                          |

| 26 de noviembre de 2016 | Irlanda                   | 2:1     | Euskadi      | Tallaght, Dublín        |                         |
|                         | - Roche 26' - Kiernan 52' | Reporte | - 33' Corres | Árbitro(s): Paula Brady | Árbitro(s): Paula Brady |

| 25 de noviembre de 2017 | Euskadi                   | 2:1     | República Checa | Ipurua, Éibar                                              |                                                            |
|                         | - Vázquez 8' - García 49' | Reporte | - 66' Bartoňová | Asistencia: 1,800 espectadores Árbitro(s): Beatriz Arregui | Asistencia: 1,800 espectadores Árbitro(s): Beatriz Arregui |

| 11 de abril de 2021 | Euskadi            | 1:0     | Argentina | Zubieta, San Sebastián      |                             |
|                     | - Yulema Corres 4' | Reporte |           | Árbitro(s): Beatriz Arregui | Árbitro(s): Beatriz Arregui |

| 11 de abril de 2021 | Euskadi | 0:0     | Venezuela | Zubieta, San Sebastián   |                          |
|                     |         | Reporte |           | Árbitro(s): Olatz Rivera | Árbitro(s): Olatz Rivera |

| 20 de diciembre de 2022 | Euskadi                                                    | 3:0     | Chile | Mendizorroza, Vitoria                                        |                                                              |
|                         | - Eizagirre 40' - Sarriegi 69' - Martinez de Lahidalga 83' | Reporte |       | Asistencia: 2,410 espectadores Árbitro(s): Ane Asla Borrallo | Asistencia: 2,410 espectadores Árbitro(s): Ane Asla Borrallo |

## Entrenadores
- Sebastián Martija (2006-2007)
- Arantza del Puerto (2008)
- Iñigo Juaristi y Garbiñe Etxeberria (2012)
- José Álvarez y Sergio Rivera (2014-2015)
- Juan José Arregi (2015-2016)
- Iñigo Juaristi (2017-2022)
- Juanjo Arregi (2022-presente)